# 臺中市立臺中特殊教育學校
24°09′05″N 120°38′30″E / 24.151341°N 120.641712°E
臺中市立臺中特殊教育學校（Taichung Municipal Taichung Special Education School）簡稱中特，是臺灣台中市一所市立特殊教育學校，2000年成立。
台灣省政府教育廳為落實身心障礙者福利及教育機會均等之原則，選定台中市七期重劃區文高十八基地上設立特殊教育學校，籌備處鑒於台中地區已有啟聰、啟明學校之設立，故以招收智能障礙為主，或伴隨情緒障礙、腦性麻痺、自閉症、學習障礙、多重障礙等中度以上之身心障礙兒童及青少年。

## 校史
- 2000年於台中市第七期市地重劃區文高18用地成立「國立臺中特殊教育學校」。
- 2001年12月22日行政大樓及教學大樓完工。
- 2004年3月31日資源中心、學前部車棚、車棚、守衛室等竣工。
- 2017年1月1日，改為「臺中市立臺中特殊教育學校」。

## 歷任校長
- 張明順
- 黃永森
- 連學淵
- 邱進興 2009.08-2016.07
- 陳志清 2016.08-2020.07
- 邱進興 2020.08-現任

## 校徽
校徽取其英文縮寫字母T、S、E、S組合搆成一個飛旋的火輪，散發一股強烈的熱量，充滿無限的激情和熱愛。整體搆圖如同太極符，蘊含著生生不息，圓融互動，有喜悅，有理想的願景，色彩以藍、綠、桔紅、白色構成。

## 學部
- 高職部：高一7班、高二7班、高三8班，共22班，每班12人，共264人。
- 學前教育：3班，每班6人，（僅收特殊幼兒），共17人。

## 交通
道路
- 中山高速公路台中交流道
- 台灣大道
- 黎明路
- 文心路
- 公益路
- 市政路

臺中市公車
- 全航客運：5、199
- 台中客運：27、60、72、107
- 統聯客運：81

## 資料來源
1. ↑  學校簡介－學校緣起，國立臺中特殊教育學校官方網站 的存檔，存档日期2011-03-22.
2. ↑  學校簡介－校徽介紹，國立臺中特殊教育學校官方網站 的存檔，存档日期2011-03-22.

- 中特教師會
- 中特家長會

## 外部連結
- 市立臺中特殊教育學校 （页面存档备份，存于）